# Ameaças a Marcela Temer
Marcela Temer, ex-primeira-dama do Brasil durante o governo de Michel Temer, já sofreu estelionato, ameaça de morte e foi espalhado o boato de que tinha se divorciado de seu esposo. O caso mais famoso foi quando teve seu celular clonado, e o criminoso ameaçou espalhar áudios que sujariam o nome de seu marido.

## Estelionato

### Caso
Em 2010 houve um escândalo similar, quando Douglas dos Santos Lopes invadiu os e-mails de Dilma Rousseff e José Dirceu e ameaçou publicar mensagens que abalariam as estruturas do governo. Também estava acontecendo uma série de vazamento de nudes de pessoas famosas, como de Jennifer Lawrence e Carolina Dieckmann.
Em abril de 2016, pouco antes do Impeachment de Dilma Rousseff, um processo envolvendo Marcela Temer foi aberto na Polícia Civil, após denúncia no Ministério Público. Classificado como prioritário, foi concluído em 6 meses, com relatório final de 1.109 páginas. A conclusão do processo foi considerada rápida e o réu Silvonei foi sentenciado ao cárcere na mesma prisão onde estão criminosos famosos como Roger Abdelmassih, mesmo tendo cometido um "crime menor". O Jusbrasil publicou matéria chamando a decisão judicial de ilegal.
Silvonei José de Jesus Souza trabalhava como telhadista quando comprou um HD pirata com dados de usuários de um portal da internet, incluindo de Marcela Temer, no bairro de Santa Ifigênia, no Centro de São Paulo. Ele copiou senhas, fotos e mensagens, clonou o celular de Marcela e enviou mensagens extorquindo seu irmão, Karlo Tedeschi, em R$ 15 mil. No começo, ele não percebeu que os dados eram da mulher do vice-presidente do Brasil, mas passou a ameaçar divulgar três nudes e conversas de WhatsApp entre ela e seu irmão envolvendo Michel Temer e o marqueteiro Arlon Viana a não ser que ela pagasse R$ 300 mil. Ele disse ainda que os áudios jogariam o nome de Michel Temer na lama. A assessoria de imprensa da Presidência da República publicou nota afirmando que o nome de Michel Temer está fora de contexto e Marcela não comentaria o caso por estar protegida pela Lei Carolina Dieckman. Sua mulher e sua enteada teriam o convencido a cometer o crime.

### Investigação
A Polícia Civil de São Paulo, comandada pelo secretário de Segurança Pública Alexandre de Moraes, criou uma força-tarefa para prender o criminoso. Policiais foram recrutados do Departamento de Homicídios e Proteção à Pessoa e o caso passou a ser investigado pela divisão antissequestro da Polícia Civil sob o comando do delegado especial Rafael Correa. Apenas dois policiais tinham acesso ao conteúdo no celular.
A polícia cercou a mulher de Silvonei, que enviou mensagem para seu esposo avisando que ele havia sido descoberto. Ele, por sua vez, ligou para seu advogado. Seu celular já estava sendo monitorado pela polícia, e a ligação possibilitou descobrir sua localização. Foi preso no dia 11 em Heliópolis, na Zona Sul de São Paulo, em uma operação que envolveu 40 agentes à paisana e 11 carros. Foi encarcerado na Divisão Antissequestro. 
Os outros suspeitos foram liberados e o caso foi julgado pelo Departamento de Inquéritos Policiais e Polícia Judiciária. Silvonei foi sentenciado a 5 anos, 10 meses e 25 dias no presídio de Tremembé em regime fechado por estelionato e extorsão. Seu advogado de defesa disse que recorreria, pois o crime era de baixa periculosidade e Silvonei deveria estar no máximo em regime semiaberto. A juiza Eliana Cassales Tosi de Mello manteve a decisão. Dois anos depois, Silvonei ganhou liberdade condicional e voltou a trabalhar como telhadista.
No inquérito, os nomes foram mudados para garantir o sigilo. Marcela virou Mike, Silvonei virou Tim, Michel virou Tango e Karlo virou Kilo.
Por causa da resolução do caso Alexandre de Moraes ganhou a confiança de Michel Temer. Depois de assumir a presidência Temer nomeou Moraes para o Ministério da Justiça e depois o indicou ao Supremo Tribunal Federal. Durante o governo Bolsonaro Moraes foi notório no combate às fake news e ao que foi chamado de Gabinete do Ódio.

### Outras hipóteses
A polícia investigou a hipótese de haver motivação partidária, mas essa linha de investigação foi descartada por falta de evidências.

### Vazamento das conversas
O jornal Folha de S. Paulo publicou parte das conversas entre Marcela Temer e o hacker, revelando que ele também ameaçou de publicar conversa dela com o irmão sobre um marqueteiro do então vice-presidente Michel Temer, Arlon Viana. Mas o juiz Hilmar Castelo Branco Raposo Filho, da 21ª Vara Cível do do Tribunal de Justiça do Distrito Federal, censurou a matéria para evitar dar publicidade ao conteúdo das mensagens. Em seguida, o grupo Anonymous Brasil publicou as conversas na íntegra.
As mensagens trocadas entre Marcela Temer e Silvonei não faziam parte do inquérito pelo entendimento que a investigação era sobre a extorsão e não sobre o conteúdo do celular, e os áudios da conversa de Marcela com seu irmão sumiram durante as investigações.

### Nudes
Durante as conversas com Silvonei, Marcela afirma que os nudes são falsos. Posteriormente, Silvonei afirmou que nas fotos Marcela não estava nua, mas de biquini. Porém, nudes foram espalhados pela internet, mas eles eram fotos de um ensaio sensual da modelo e corretora de imóveis de Balneário Camboriú de então 24 anos Vanessa Vailatti para os sites Bella da Semana e Diamond Brazil. A modelo disse não estar relacionada com caso e que não sabia quem era Marcela até então. O site Bella da Semana liberou o ensaio de graça e Vanessa Vailatti recebeu diversas propostas de emprego, campanhas publicitárias e para aparecer nos camarotes no Carnaval de Salvador.

## Outros casos

### Ameaças de morte
Marcela Temer já foi ameaçada de morte. Suspeita-se que o autor seja GOEC, usuário do Dogolachan, que assinou a mensagem com o nome de Lola Aronovich.

### Boatos sobre divórcio
Marcela e Michel se casaram com separação total de bens, e Marcela já havia entrado na Justiça para que os seus imóveis parassem de ser bloqueados por causa do marido. Haviam processos na Justiça contra Temer, e ele havia acabado de ser absolvido por acusação de corrupção. Foi decidido o desbloqueio das propriedades de Marcela. Temer também havia acabado de voltar à cena política, para ajudar na resolução da crise no dia 7 de setembro, quando Jair Bolsonaro ameaçou dar um golpe de estado. Na época, alguém havia ligado se passando por Michel Temer para a empresa de serviços móveis usada por ele e cancelou seu número de celular. Temer levou três dias para recuperar o número.
No início de 2022 foi espalhado nas redes sociais o boato que amigos íntimos de Marcela e Michel haviam dito que o casal se divorciou, algo que também foi noticiado por veículos de notícia como o Estado de Minas e o Correio Braziliense. Marcela recebeu inúmeros telefonemas para saber se a notícia era verdadeira e desmentiu o boato prontamente. Michel ligou para casa para conversar com Marcela. Temer anunciou pelos seus assessores que tudo estava em paz e que o casal saiu em viagem pelo interior de São Paulo. No Dia dos Namorados Marcela declarou seu amor a Temer.